# Mundka
Mundka è una suddivisione dell'India, classificata come census town, di 43.898 abitanti, situata nel distretto di Delhi Ovest, nello territorio federato di Delhi. In base al numero di abitanti la città rientra nella classe III (da 20.000 a 49.999 persone).

## Geografia fisica
La città è situata a 28° 40' 46 N e 77° 01' 42 E.

## Società

### Evoluzione demografica
Al censimento del 2001 la popolazione di Mundka assommava a 43.898 persone, delle quali 24.710 maschi e 19.188 femmine. I bambini di età inferiore o uguale ai sei anni assommavano a 6.958, dei quali 3.845 maschi e 3.113 femmine. Infine, coloro che erano in grado di saper almeno leggere e scrivere erano 29.810, dei quali 18.473 maschi e 11.337 femmine.